# 洪水泉清真寺
洪水泉清真寺，位于中国青海省海东市平安区洪水泉乡洪水泉村，为第四批青海省文物保护单位，公布日期为1986年5月27日，类型为古建筑。
洪水泉清真寺的历史年代为清。